# 야잔 알아라브
야잔 무사 마흐무드 아부 알아라브(아랍어: يَزَن مُوسى مَحمُود أَبُو الْعَرَب,‎ 1996년 1월 31일~)는 요르단의 축구 선수로 포지션은 센터백이다. 현재 K리그1의 FC 서울과 요르단 축구 국가대표팀에서 활동하고 있으며 K리그 등록명은 야잔이다.

## 구단 경력

### FC 서울
2024년 7월 16일, FC 서울은 알아라브가 FC 서울로 이적했다고 발표했다. 그는 등번호로 55번을 배정받았고 서울은 그의 K리그 등록명을 알아랍으로 지정했다. 9일 뒤인 7월 25일, 서울은 알아라브의 등번호를 55번에서 5번으로 변경했고 그의 K리그 등록명을 알아랍에서 야잔으로 변경했다.